# Jur nad Hronom
Jur nad Hronom este o comună slovacă, aflată în districtul Levice din regiunea Nitra. Localitatea se află la altitudinea de 146 m deasupra n.m., se întinde pe o suprafață de 15,19 km2 și în 2017 număra 948 de locuitori.

## Istoric
Localitatea Jur nad Hronom este atestată documentar din 1276.

## Demografie
| An:                | 1994 | 2004   | 2014   | 2024   |
| ------------------ | ---- | ------ | ------ | ------ |
| Număr de persoane: | 939  | 944    | 954    | 984    |
| Diferență:         |      | +0,53% | +1,05% | +3,14% |

| An:                | 2023 | 2024   |
| ------------------ | ---- | ------ |
| Număr de persoane: | 985  | 984    |
| Diferență:         |      | −0,10% |